# جائزة ديترويت الكبرى 1983
جائزة ديترويت الكبرى 1983 هو سباق فورمولا 1 أقيم بتاريخ 5 يونيو 1983 في ديترويت، ميشيغان. كان السابع من أصل 15 في بطولة العالم لسباقات الفورمولا واحد موسم 1983.

## الترتيب النهائي
| الترتيب | السائق        | النقاط |
| ------- | ------------- | ------ |
| 1       | ألن بروست     | 28     |
| 2       | نيلسون بيكيه  | 27     |
| 3       | باتريك تامباي | 23     |
| 4       | كيكي روزبرغ   | 22     |
| 5       | جون واتسون    | 15     |
| المصدر: |               |        |